# Kevin Stefanski
Pour les articles homonymes, voir Stefański.
Kevin Stefanski, né le 8 mai 1982 à Philadelphie, est un entraîneur de football américain. Il est actuellement l'entraîneur principal des Browns de Cleveland de la National Football League (NFL).
Après avoir passé plusieurs saisons dans l'équipe des entraîneurs des Vikings du Minnesota en tant qu'assistant, il devient l'entraîneur principal des Browns de Cleveland en 2020. Durant sa première saison avec les Browns, il mène l'équipe à une première participation aux éliminatoires depuis 2002 et est nommé entraîneur de l'année au terme de la saison.